# Басандайка (Томск)

Басанда́йка — исторический дачный посёлок, ныне входящий в состав Кировского района Томска. Граничит с посёлком Аникино, также входящим в состав Кировского района Томска. В начале XX века Басандайка была крупнейшим дачным пригородом Томска и наиболее популярным местом загородного отдыха.

## История
На месте нынешнего посёлка ранее располагалось родовое имение купцов Поповых «Отрадный уголок» в районе впадения реки Басандайки в Томь, где в 1843 году золотопромышленником Степаном Поповым была построена каменная трёхпрестольная Преображенская церковь, которая была хорошо видна с реки Томи.
Здесь на террасированных берегах рек рос сосновый бор. В справочнике «Город Томск» за 1912 года это место описано так: 

«Расположена в 8 в[ерстах] от города на высоком, сухом песчаном месте, защищенном от ветров большим сосновым бором. По средине протекает речка Басандайка; на ю.-з. стороне Томь, её берега которой открывается красивый вид на заречье».
Городские дачные корпуса были выстроены в этих местах в 1880-е годы. Первый участок под дачи составлял 2125 квадратных саженей. Всего в составе городских дачных корпусов было три участка. Они разделялись дорогой, ведущей мимо частных дач в город. Севернее этой дороги находилось 11 строений на одном участке, а южнее — ещё 11 строений, но на двух участках. Восточнее, за рекой Басандайкой, начинались частные дачи. К тому времени Томск был крупнейшим экономическим, административным и культурно-просветительским центром Западной Сибири, что весьма способствовало дачному буму.
15 июня 1902 года Томская городская дума приняла постановление об отдаче частным лицам в аренду городских земель под устройство дач, позже скорректированное обязательным постановлением от 11 января 1903 года. Для этого было намечено два возможных участка. В итоге был выбран участок в две десятины, который располагался восточнее существовавших дач, за рекой Басандайкой. Городской управой были разработаны, а городской думой утверждены некоторые условия относительно планировки дачного посёлка, пользования участками и условий аренды земли. Предполагаемая к застройке дачами местность была распланирована на участки размером по 200—400 квадратных саженей (то есть 910—1820 квадратных метров), причём предписывалась чтобы передняя и задняя стороны участков выходили на улицы шириной 12-15 саженей (25,6 — 32 метров), а через каждые четыре дачи должен быть переулок в 10 саженей (21,3 метров) для удобства проезда городского пожарного обоза в случае пожара. На каждом участке должны были быть деревья, а также предписывалось оставить рощу для общего пользования. Срок аренды дач устанавливался с 8 до 32 лет. Любое строительство на участках должно было производиться только с разрешения городской управы. Было запрещено иметь более двух квартир или более 10 меблированных комнат на одном участке, а в зимнее время на даче имел право жить лишь сам арендатор.
Согласно плану Басандайки 1905 года вновь устраиваемый посёлок был разделен на 2-ю и 3-ю группы дач. Через посёлок проходила гужевая дорога в Томск, которая в центре пересекалась с дорогой, идущей в город от первой группы дач. Это пересечение дорог стало центром Басандайки. Всего планировалось застроить 10 улиц. В целях улучшения быта дачников и для развития дачной инфраструктуры городская управа планировала возвести на Басандайке торговые ряды вместо стихийного базара и кухмистерскую (то есть столовую), а также наладить дешёвое и регулярное сообщение с городом.
Однако за три года с момента издания постановления только одна дама пожелала взять участок под дачу. В качестве причин такого положения назывались неразвитость инфраструктуры, отдалённость от города и недостаточная безопасность. Чтобы стимулировать частников брать участки на Басандайке, город начал постройку новых городских корпусов. В итоге в 1905 году поступило несколько заявлений от крупных томских предпринимателей. 9 марта купец Г. И. Ливен подал заявление в городскую управу, в котором просил сдать ему в аренду на 32 года участок в 300 квадратных саженей под устройство дачи между уже сданными участками П. И. Иванова и А. И. Макушина. Вскоре подобное заявление поступило от купца А. Г. Харитонова, который просил сдать ему участок в 300 квадратных саженей на 32 года в квартале № 4. Все эти просьбы были удовлетворены.
В дальнейшем рост дачного посёлка стал происходить не только в рамках утвержденного плана, но и вопреки ему. Так, частные лица стали застраивать террасы вдоль берега Томи, южнее первой группы дач. Эта местность получила собственное название «Отрадный уголок». Здесь находились дачи городской верхушки. Впрочем, власти не стали бороться с отклонениями от плана.
Постепенно Басандайские дачи стали превращаться из дачного посёлка в многофункциональный пригород. Здесь появились некоторые промышленные заведения (например, крупчатая мельница и кузницы), тут было несколько стационарных торговых лавок, регулярно проходили базары. В справочнике «Город Томск» за 1912 года говорится:

 «Басандайка представляет собой сравнительно крупный посёлок, состоящий из городских и частно-владельческих дач. <…> Все продукты можно доставать на местном базаре, образуемом крестьянами соседних деревень, едущими на городской базар и попутно останавливающимися здесь. Имеются две мясных и две довольно хороших бакалейных лавки. Цены на все продукты городские. Стоимость городских дач довольно высока: от 125 р. в лето за две комнаты с кухней, частно-владельческие дешевле: от 50 р. в лето. Сдаются дачи без воды и отопления. Имеется водовоз. Дрова продаются на местном базаре по городским ценам. Отдельные комнаты можно снимать от дачников и тоже по городским ценам. Имеется готовый стол. При городских дачах телефон, которым живущие в них пользуются бесплатно, прочие уплачивают 5 к. за разговор. В местной церкви служба по праздникам. Сообщение на лошадях и катерами по Томи. Стоимость проезда на лошади в один конец от 1 р. до 1 р. 50 к., в два от 2 р. до 2 р. 50 к. Катера курсируют не регулярно; в минувшем же году они совсем не ходили».
Осенью 1919 года, в связи с отступлением Белой армии и бегством мирного населения от наступающих красных, Томск оказался не в силах вместить все расположенные в нём воинские части и учреждения, почему часть их размещена в Басандайке и других пригородах.
В советское время часть дачных усадеб была преобразована в пионерские лагеря и санатории, часть из них остались до сих пор детскими лагерями отдыха, часть — ведомственными базами отдыха, а некоторые вернулись в статус персональных дач. На начало 1930-х годов дачный посёлок Басандайка имел 24 дачи, столовую, амблуаторный пункт с приёмным покоем, кухню, баню, прачечную и дезкамеру.
В 1950-х — нач. 1970-х годах здесь располагался оборудованный муниципальный городской пляж. Посёлок славился рестораном «Кедр», считавшимся в то время элитным. Особый статус посёлку придавала усадьба «Орлиное гнездо», бывшая тогда базой отдыха Томского областного комитета КПСС и переданная в перестроечное время под санаторий для детей-сирот.
Не позднее 15 марта 1956 года посёлок включён в состав Томска.

## Уличная сеть
18 апреля 1949 года части проходящего через посёлок Коларовского тракта присвоено название — улица Басандайская.
Между 1952 и 1956 годами образовался Парбигский переулок.
25 марта 1956 года образованы улицы Томская («в связи с включением Басандайки в черту города») и Пригородная (так как до вхождения соседнего Аникина в состав Томска, произошедшего 21 ноября 1961 года, улица граничила с пригородной местностью).
В промежутке между 1956 и 1960 годами появилась Грибная улица.
В 1998—1999 годах «с целью наведения порядка нумерации» на прилегающей к Басандайской улице территории образованы переулки: 1-й Басандайский, 2-й Басандайский (оба — 13 марта 1998 года), 3-й Басандайский, 4-й Басандайский (оба — 25 мая 1998 года), 5-й Басандайский и 6-й Басандайский (оба — 2 сентября 1999 года).
31 марта 2009 года недавно запроектированным улицам присвоены названия: Майская, Привольная, Ягодная, Яркая
Кроме того, в посёлке имеется несколько безымянных проездов.